# Дзанетти, Антонио Мария
Граф Антонио Мария Дзанетти Старший, также Занетти (итал. Antonio Maria Zanetti, 1680—1767) — итальянский аристократ, писатель, издатель, живописец и гравёр-любитель венецианской школы, антиквар, коллекционер и меценат, торговец произведениями искусства.

## Биография
Дзанетти провёл раннюю юность, делая мудрые инвестиции в страхование морских перевозок. Он накопил достаточный капитал для осуществления своего истинного призвания как писателя, художника и коллекционера произведений искусства. Он умело вкладывал семейный капитал в торговые предприятия, ссудные кассы и страховые компании. Накопив достаточно средств, Дзанетти стал выступать в качестве «чичероне» (сопровождающего) и торгового агента богатых, главным образом английских, аристократов, проезжавших через Венецию во время модного в те годы Гран-тура.

Р. Каррьера. Портрет Антонио Дзанетти Старшего. Бумага, пастель. Стокгольм, Национальный музей Швеции

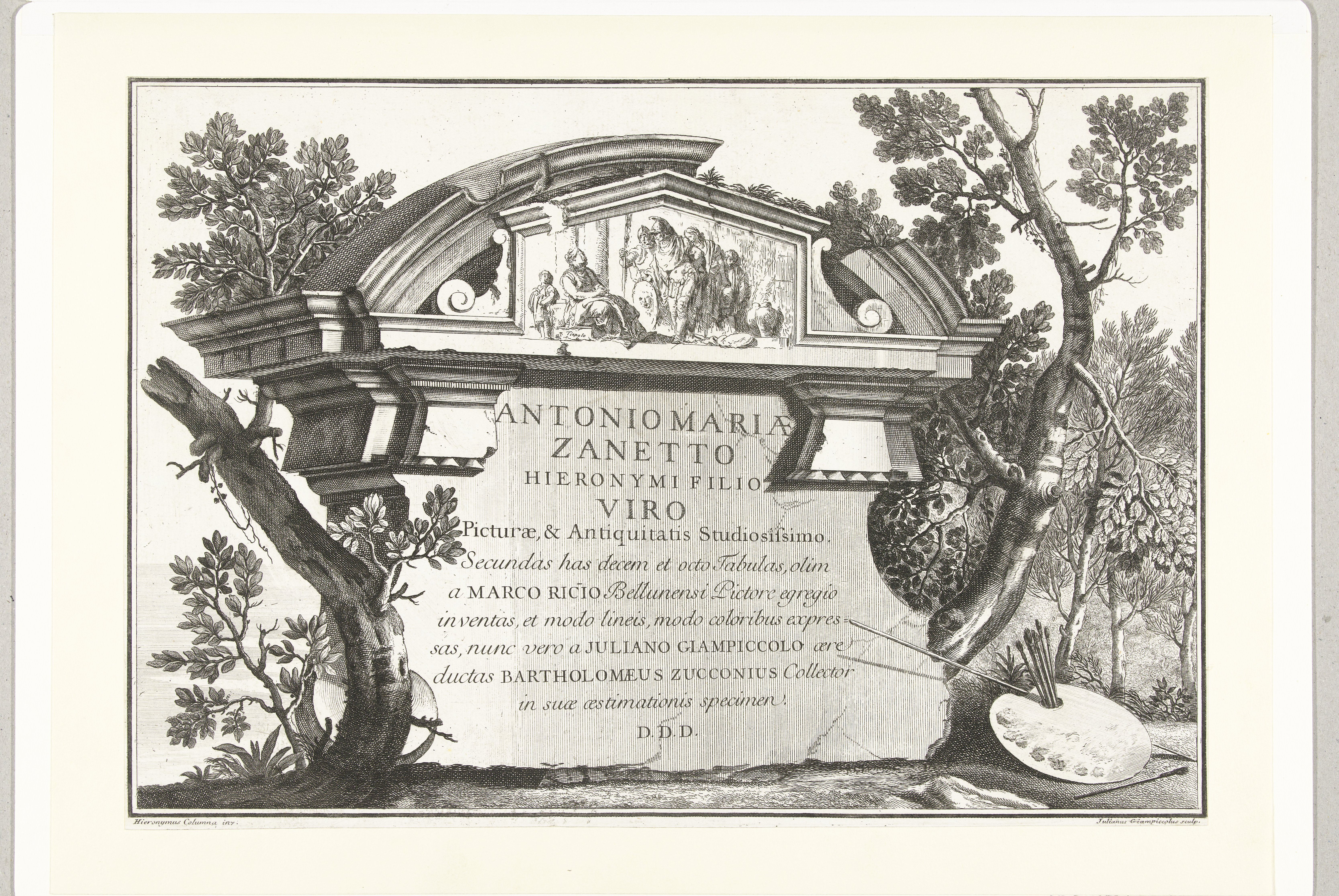
Титульный лист издания альбома итальянских пейзажей с фамилиями художников, перечисленных на монументе. Между 1739 и 1740. Офорт

В художественной жизни Венеции XVIII века Дзанетти играл роль подобную той, которую играл граф де Келюс во Франции. Он много путешествовал, жил в Париже, Вене, Лондоне. Коллекционировал рисунки и офорты, в частности Дж.-Б. Тьеполо. Был другом многих художников и меценатов: П. Кроза, П.-Ж. Мариeтта Младшего, «консула Смита», С. Рагузинского.
Дзанетти Старший выступал в качестве агента, формировавшего коллекцию картин для герцога Филиппа II Орлеанского, регента Франции, и для Йозефа Венцеля I, принца Лихтенштейна в Вене. Знаменитый коллекционер Пьер Кроза, находясь в Венеции в 1715 году, пригласил Дзанетти и его протеже, живописца Розальбу Каррьеру поехать в Париж. Дзанетти посетил Париж, а затем Лондон, где он приобрёл у Яна Петерсена Зумера три больших тома, содержащие 428 офортов Рембрандта.
Дзанетти собрал большую коллекцию гравированных гемм (в то время их называли «резными камнями»), как греко-римских, так и современных. В 1750 году он опубликовал обширный каталог своего собрания под заголовком «Античные геммы Антонио Мария Дзанетти» (Le gemme antiche di Anton Maria Zanetti), составленный А. Ф. Гори и иллюстрированный восемьюдесятью гравюрами по его собственным рисункам. Рисунки для гравюр и многие из инталий и камей его коллекции ныне хранятся в Музее Коррер в Венеции. Чёрная камея с изображением Антиноя из собрания Дзанетти позднее была куплена Джорджем Спенсером, 4-м герцогом Мальборо и получила название «жемчужина Мальборо».
Дзанетти был знатоком венецианской кьяроскуро — цветной гравюры на дереве, он собрал ценную коллекцию гравюр и рисунков венецианских художников. Он сам создавал цветные гравюры по живописным оригиналам Пармиджанино, Тинторетто и других художников. Дзанетти принимал участие в вышедших при содействии историка, филолога и библиотекаря Ватикана Дж. Г. Боттари семитомного издания «Сборник записок по живописи, скульптуре и архитектуре, написанных самыми известными профессорами, процветавшими в этом искусстве на протяжении XV—XVII столетий» (Raccolta di lettere sulla pittura, scultura ed architettura scritte da' più celebri professori che in dette arti fiorirono dal sec. XV al XVII, 1754—1773).
Двоюродный племянник Дзанетти Старшего, Антонио Мария Дзанетти Младший (1 января 1716, Венеция —1778, Венеция) — писатель, историк искусства. Многие годы, до самой смерти был хранителем библиотеки Сан-Марко в Венеции. Его научные интересы были разнообразны, но основные труды посвящены истории венецианской живописи. Дзанетти в этом отношении был продолжателем трудов К. Ридольфи и М. Боскини. Он автор сочинений «Разные живописные произведения в технике фрески главных венецианских мастеров» (Varie pitture a fresco di principali maestri veneziani, 1760) и «Венецианская живопись» (Della pittura venezianа, 1794). В 1733 году Дзанетти опубликовал свою версию книги Боскини: «Описание всех публичных картин города Венеция» (Descrizione di tutte le pubbliche pitture della città di Venezia).
Младший брат Дзанетти Младшего, Джироламо Дзанетти, также был писателем; он автор трактата «О происхождении некоторых основных искусств после венецианцев» (Dell’origine di alcune arti principali appresso i Veneziani,1758), «Элогия Розальбы Карьеры» (Elogio di Rosalba Carriera) (опубликовано в 1818 г.).

## Галерея

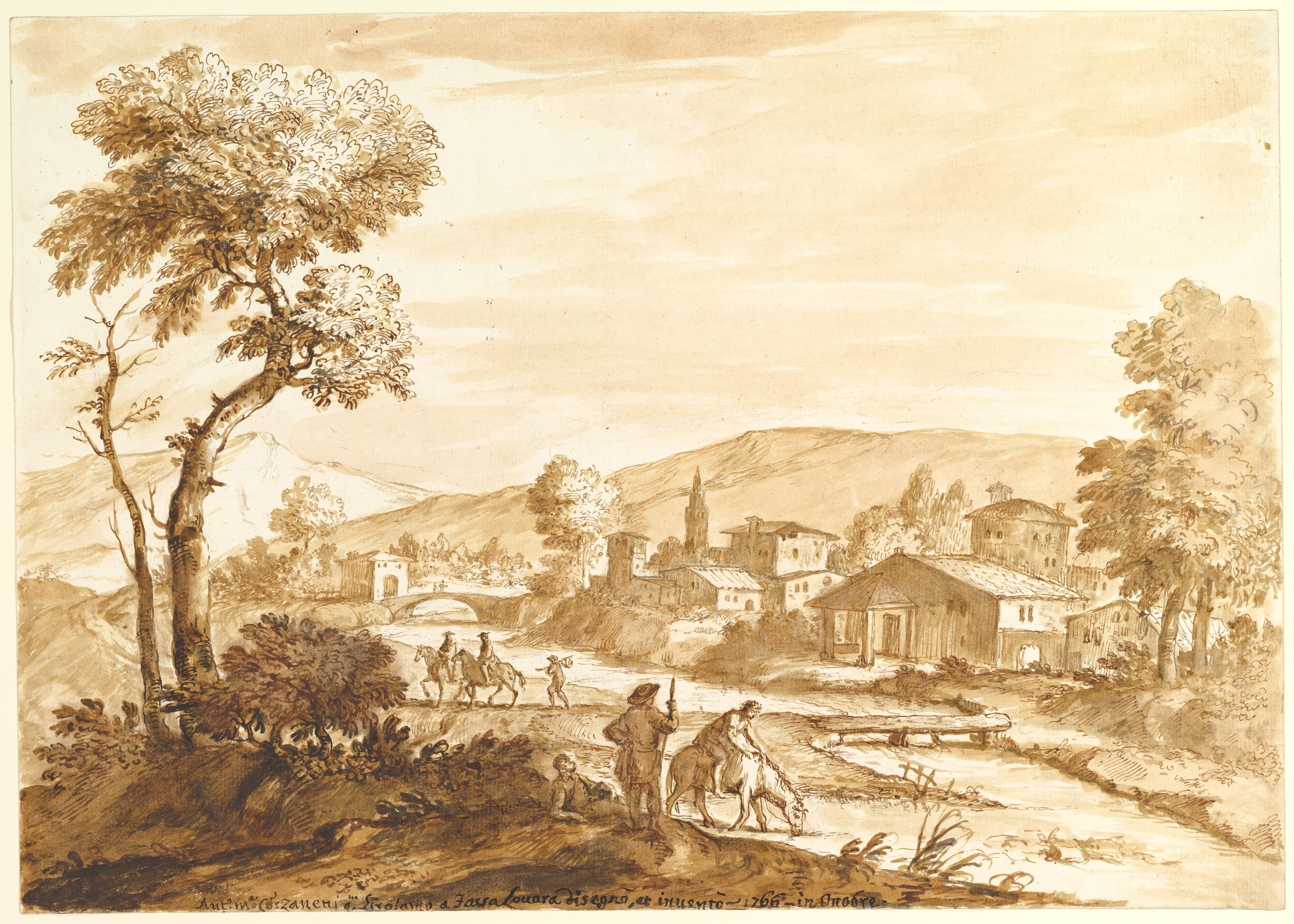
Пейзаж с городом у реки. Между 1680 и 1767. Бумага, сепия, перо, кисть. Метрополитен-музей, Нью-Йорк
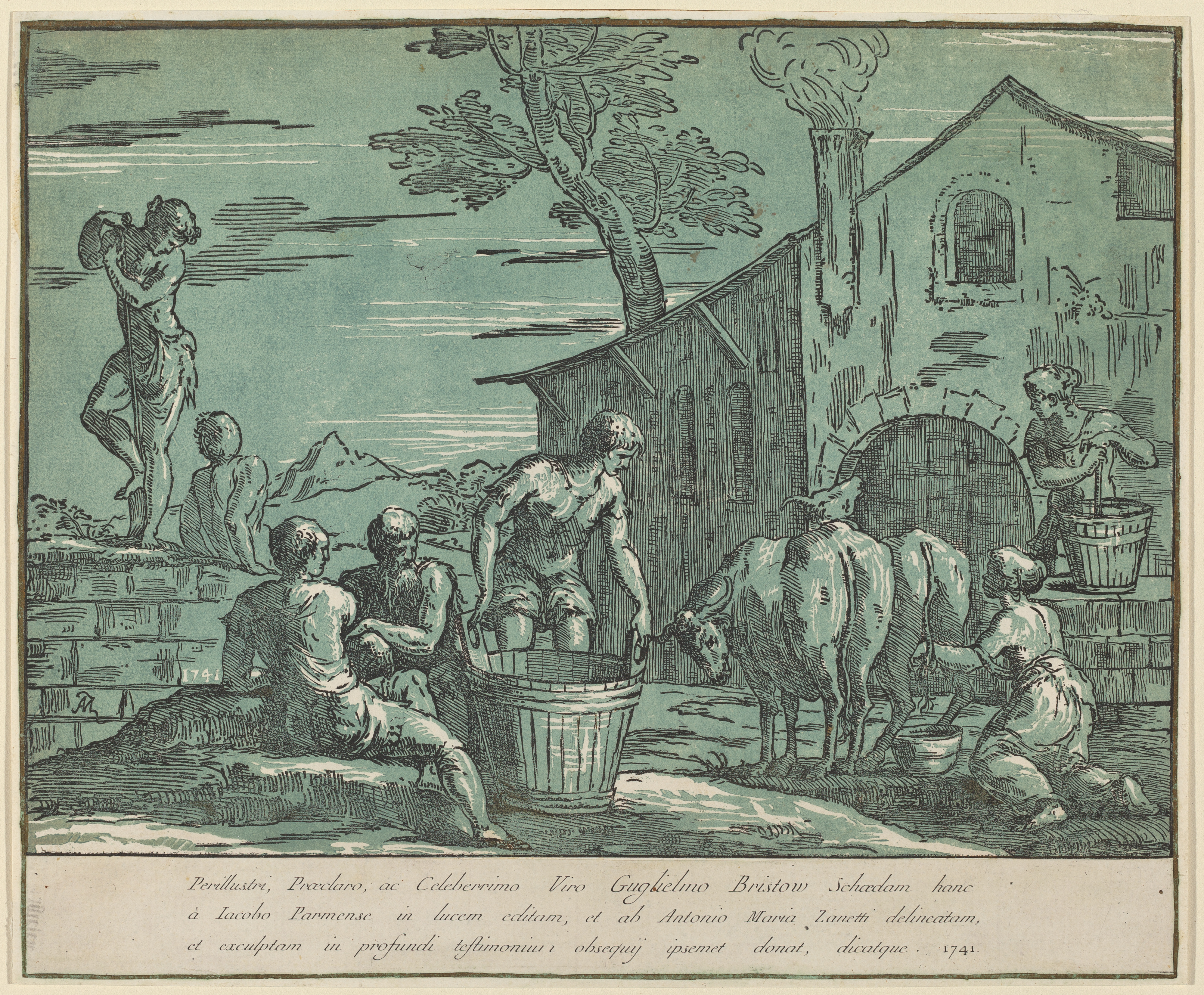
Пасторальная сцена. 1741. Кьяроскуро по оригиналу Я. Зангиди (Бертойи)
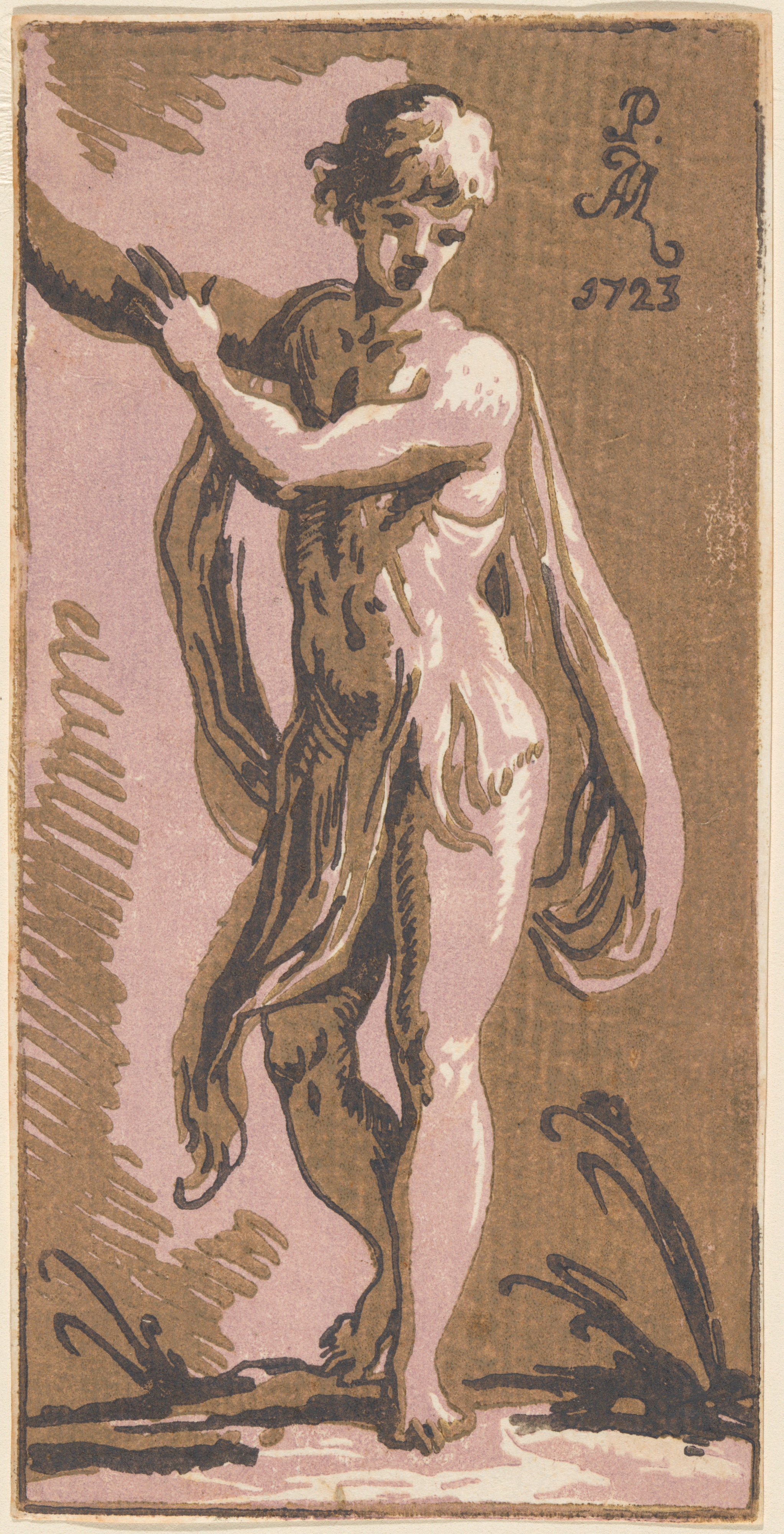
Стоящий юноша. 1723. Кьяроскуро по оригиналу Пармиджанино
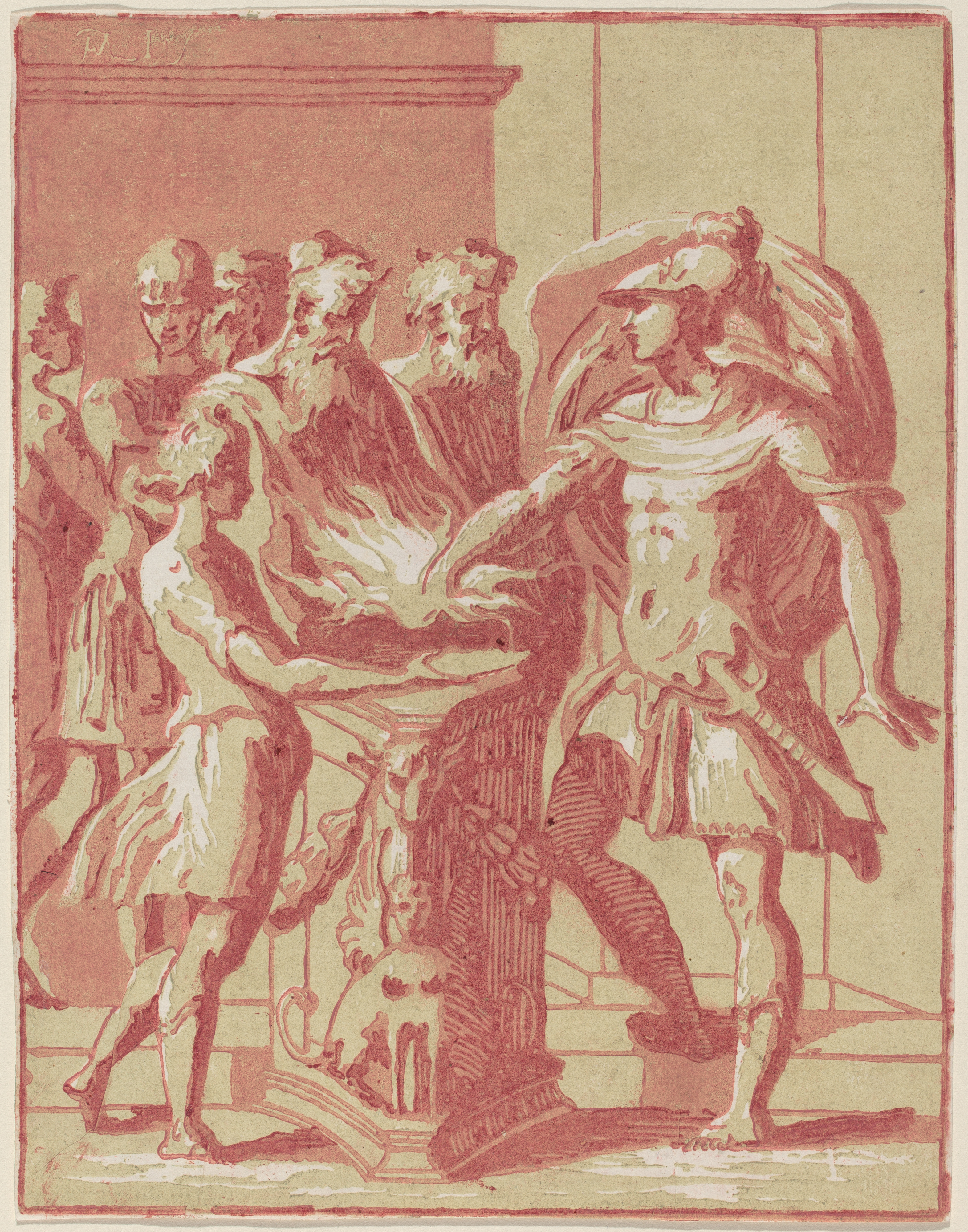
Гай Муций Сцевола. Кьяроскуро
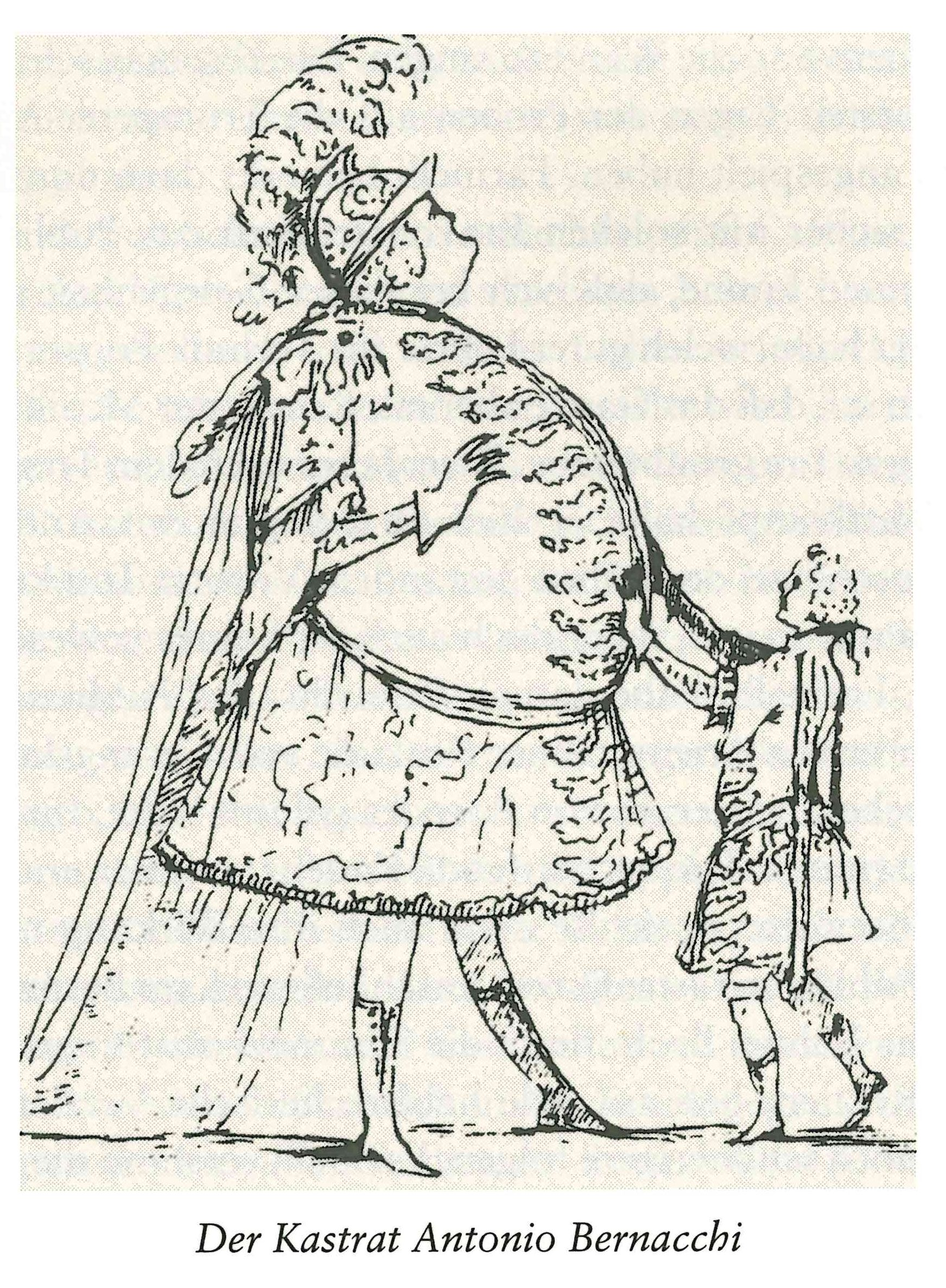
Aнтонио Бернакки. Карикатура. 1735
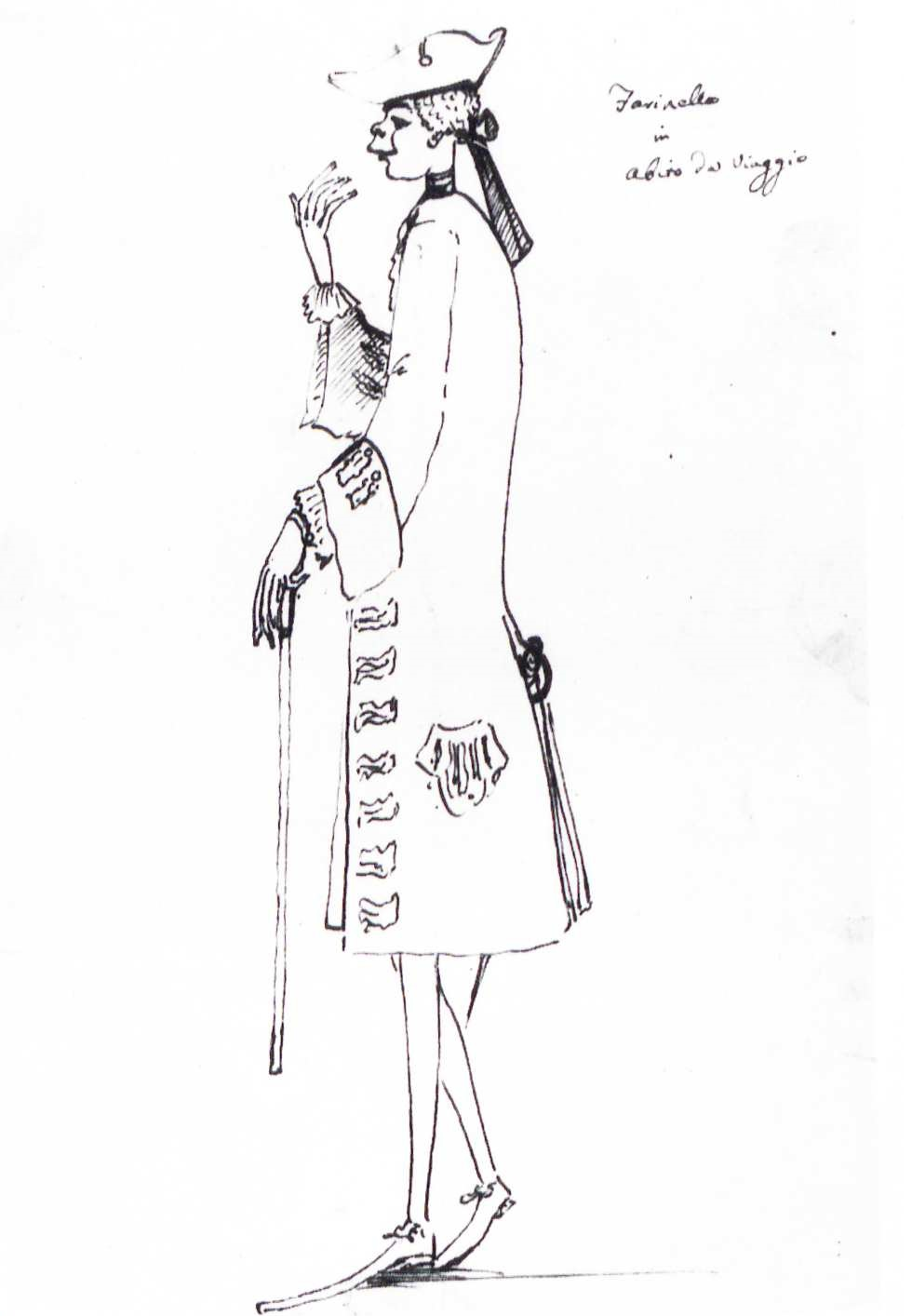
Фаринелли. Карикатура. 1725
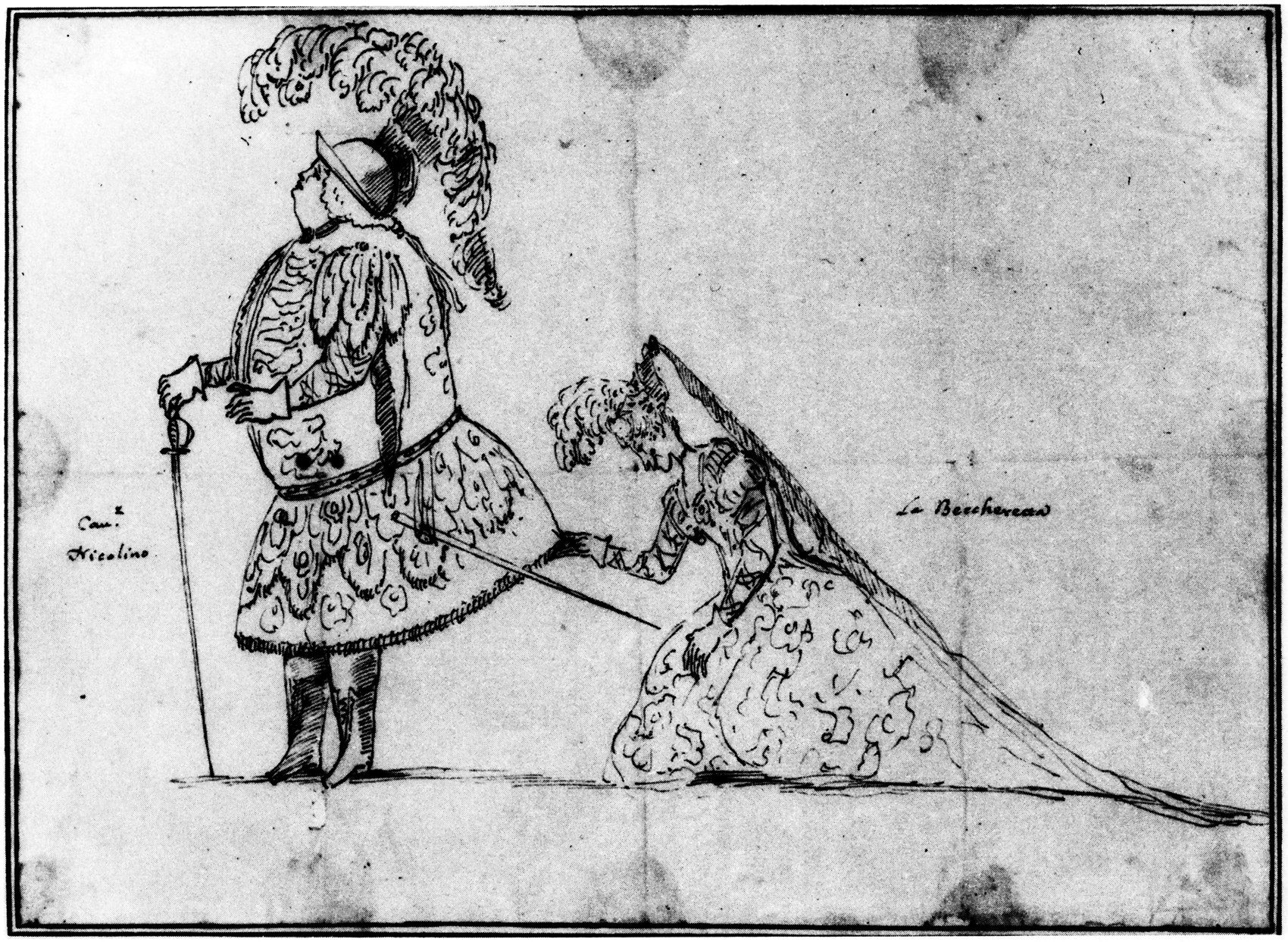
Никола Гримальди (Николино) и Лючия Факинелли. Карикатура. Ок. 1730